# 尼维斯峰

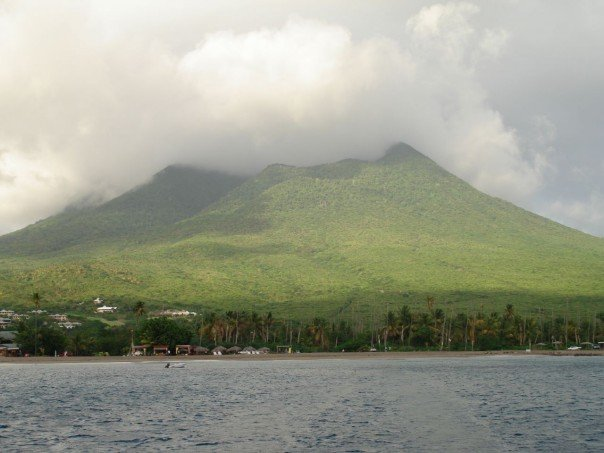
View of Pinney's Beach with Nevis Peak in the background, taken from the Nevis ferry

尼维斯峰（Nevis Peak）是加勒比海岛国圣基茨和尼维斯尼维斯岛上的一座潜在性活火山，位于该岛的中央，其海拔和地形突起度为985米，也是该岛的最高点。该火山一直从史前以来一直没有喷发过，意味着这是低活跃火山。